# Bộ Công tác Chính trị Quân ủy Trung ương Trung Quốc
Bộ Công tác Chính trị Quân ủy Trung ương Trung Quốc (中央军事委员会政治工作部) tiền thân là Tổng bộ Chính trị Quân Giải phóng Nhân dân Trung Quốc, là một trong 15 cơ quan trực thuộc Quân ủy Trung ương Trung Quốc có chức năng tham mưu giúp Quân ủy Trung ương về công tác đảng, công tác chính trị trong Quân Giải phóng Nhân dân Trung Quốc. Sau cải tổ, quyền lực của cơ quan này thấp hơn rất nhiều so với cơ quan tương đương của Quân đội nhân dân Việt Nam là Tổng cục Chính trị vì các cơ quan như Ủy ban Chính Pháp, Ủy ban Kiểm tra Kỷ luật được tách ra, hoạt động độc lập.

## Lịch sử
Trước năm 2016, tiền thân là Tổng bộ Chính trị Quân Giải phóng Nhân dân Trung Quốc.
Từ ngày 11 tháng 1 năm 2016, Đảng Cộng sản Trung Quốc tiến hành cải cách cơ cấu, tổ chức của Quân Giải phóng Nhân dân Trung Quốc trong đó thay thế Tổng bộ Chính trị thành Bộ Công tác Chính trị trực thuộc Quân ủy Trung ương Trung Quốc.

## Tổ chức
- Văn phòng (办公厅)
- Cục Tổ chức (组织局)
- Cục Cán bộ (干部局)
- Cục Quản lý Dân sự và Quân sự (兵员和文职人员局)
- Cục Tuyên huấn (宣传局)
- Cục Truyền thông Mạng (网络舆论局)
- Cục Công tác Giám sát (直属工作局)
- Cục Công tác Dân vận (群众工作局)
- Cục Cựu Chiến binh (老干部局)

## Lãnh đạo
Chủ nhiệm Bộ Công tác Chính trị Quân ủy Trung ương
1. Thượng tướng Trương Dương (11/2015—8/2017)
2. Đô đốc Miêu Hoa (8/2017—nay)[3][4]

Phó Chủ nhiệm Bộ Công tác Chính trị Quân ủy Trung ương
- Thượng tướng Giả Đình An (11/2015—2017)[5]
- Thượng tướng Đỗ Hằng Nham (11/2015—2017)[6]
- Thượng tướng Ngô Xương Đức (11/2015—1/2017)[7]
- Trung tướng Hầu Hạ Hoa（1/2017—1/2018)[8]
- Chuẩn Đô đốc Vũ Quang (1/2017—7/2018)[9]
- Trung tướng Vương Kiến Vũ (12/2017—12/2018)
- Trung tướng Không quân Lưu Đức Vĩ (7/2018—nay)

Trợ lý Chủ nhiệm Bộ Công tác Chính trị Quân ủy Trung ương
- Trung tướng Thôi Xương Quân (1/2016—3/2018)[6]
- Chuẩn Đô đốc Vũ Quang (1/2016—1/2017)[6][9]
- Thiếu tướng Hà Hoành Quân (2017—nay)[10]
- Thiếu tướng Doãn Hồng Văn (7/2017—11/2017)[11]
- Thiếu tướng Uông Lợi Bình (12/2017—nay)
- Thiếu tướng Phương Vĩnh Tường (4/2018—nay)